# Partit Comunista de les Filipines
El Partit Comunista de les Filipines (en filipí: Partido Komunista ng Pilipinas, PKP) és una organització revolucionària d'extrema esquerra, marxista-leninista-maoista, de les Filipines i un partit comunista fundat per Jose Maria Sison el 26 de desembre de 1968. Va ser classificat com a grup terrorista pel Departament d'Estat dels Estats Units, conjuntament amb el seu front guerriller el Nou Exèrcit del Poble (NPA), el 2002. La Unió Europea va renovar la seva designació de terrorista a l'organització el 2019. Segons The World Factbook de l'Agència Central d'Intel·ligència (CIA) dels EUA, el PKP i l'NPA pretenen desestabilitzar l'economia de les Filipines i enderrocar-ne el govern.
El president filipí i antic alumne de Sison, Rodrigo Duterte, va declarar el PKP com a organització terrorista el 2017, encara que no ha estat ratificat legalment com a grup terrorista pels tribunals filipins.
El PKP porta a terme una guerra de guerrilles contra l'Estat des de la seva creació. Tot i que inicialment les seves files les formaven al voltant de 500 militants, el partit va créixer ràpidament, en part, a causa de la imposició de la llei marcial per part del dictador Ferdinand Marcos durant els seus 21 anys de mandat. Al final del govern de Marcos al país, el nombre de revolucionaris s'havia ampliat fins als 10.000 combatents.
El 2019, Sison va afirmar que el nombre dels seus membres i simpatitzants estava creixent, malgrat les afirmacions del govern filipí que l'organització estava a punt de ser destruïda. L'organització continua amb la seva activitat clandestina amb el propòsit principal d'enderrocar el govern filipí mitjançant una revolució armada i eliminar la influència de l'imperialisme estranger sobre les Filipines.
En l'actualitat, el PKP és la l'organització revolucionària marxista-leninista-maoista més gran del món, amb uns 150.000 membres.